# Дорган, Байрон
Байрон Лесли Дорган (англ. Byron Leslie Dorgan; род. 14 мая 1942) — американский политик, бывший сенатор США от штата Северная Дакота, член Демократической партии.

## Биография
Окончил Университет Северной Дакоты (1964) и Университет Денвера (1966).
В 1981—1992 годах — член Палаты представителей США. В 1992 году был избран в Сенат США. Он был переизбран в 1998 и 2004 годах.
Был членом основанной в 1986 году Конгрессом США Комиссии по вопросам исследования голода на Украине.
5 января 2010 года он выступил с заявлением, в котором объявил, что не будет баллотироваться на переизбрание в Сенат США. 